# Sydney Sweeney
Sydney Bernice Sweeney  (Spokane, 12 de setembro de 1997) é uma atriz e produtora americana, indicada duas vezes ao Emmy. Ela é conhecida principalmente por seus papéis como Cassie Howard em  Euphoria, Olivia Mossbacher em  The White Lotus , Bea em   Anyone but You e Julia Carpenter em Madame Web.
Sweeney atualmente interpreta Cassie Howard na série de drama adolescente da HBO Euphoria desde 2019 e interpretou uma estudante em The White Lotus em 2021. Por seus papéis neles, ela recebeu duas indicações ao Prémios Emmy do Primetime em 2022, a primeira para Melhor Atriz Coadjuvante em série de Drama e a segunda para Melhor Atriz Coadjuvante em Série ou Filme Limitado ou Antológico.

## Início de vida
Sydney nasceu e foi criada em Spokane, Washington.  Ela tem um irmão mais novo chamado Trent. Sua mãe é advogada e seu pai atua na área de hotelaria. Ela se interessou em atuar depois de querer fazer um teste para um papel em um filme independente que tinha chegado a sua cidade. Para convencer seus pais, ela apresentou-lhes um plano de negócios de cinco anos. Eles concordaram e logo depois a família mudou-se para Los Angeles.

## Carreira

### 2009–2018: Trabalho inicial e reconhecimento
Sweeney fez participações em programas de televisão como 90210, Criminal Minds, Grey's Anatomy, In the Vault e Pretty Little Liars.
Sweeney estrelou como Emaline Addario na série da Netflix Everything Sucks!, que girava em torno de dois grupos de alunos durante o ensino médio em Oregon em 1996. Ela então apareceu na minissérie da HBO Sharp Objects, recorrendo como Alice, uma colega de quarto que a personagem de Amy Adams conhece em uma instituição psiquiátrica. Sua personagem deveria ter um papel menor, mas o diretor continuou trazendo-a para mais cenas. Para o papel, Sweeney estudou histórias de meninas que sofriam de doenças mentais e se machucavam, e visitou hospitais que tinham pacientes que se machucaram. Sweeney filmou Everything Sucks!  e Sharp Objects simultaneamente, filmando o primeiro durante a semana e o último no fim de semana.
Sweeney interpretou um papel no filme de suspense Under the Silver Lake em 2018. Ela apareceu durante a segunda temporada da série de tragédias distópicas The Handmaid's Tale como Eden Spencer, uma garota piedosa e obediente. Ela também estrelou como a heroína no filme de terror Along Came the Devil. No ano seguinte, ela apareceu no filme dramático Clementine, no filme Big Time Adolescence, e na comédia dramática de Quentin Tarantino, Era uma Vez em... Hollywood.

### 2019–presente: Sucesso comEuphoriaeThe White Lotus

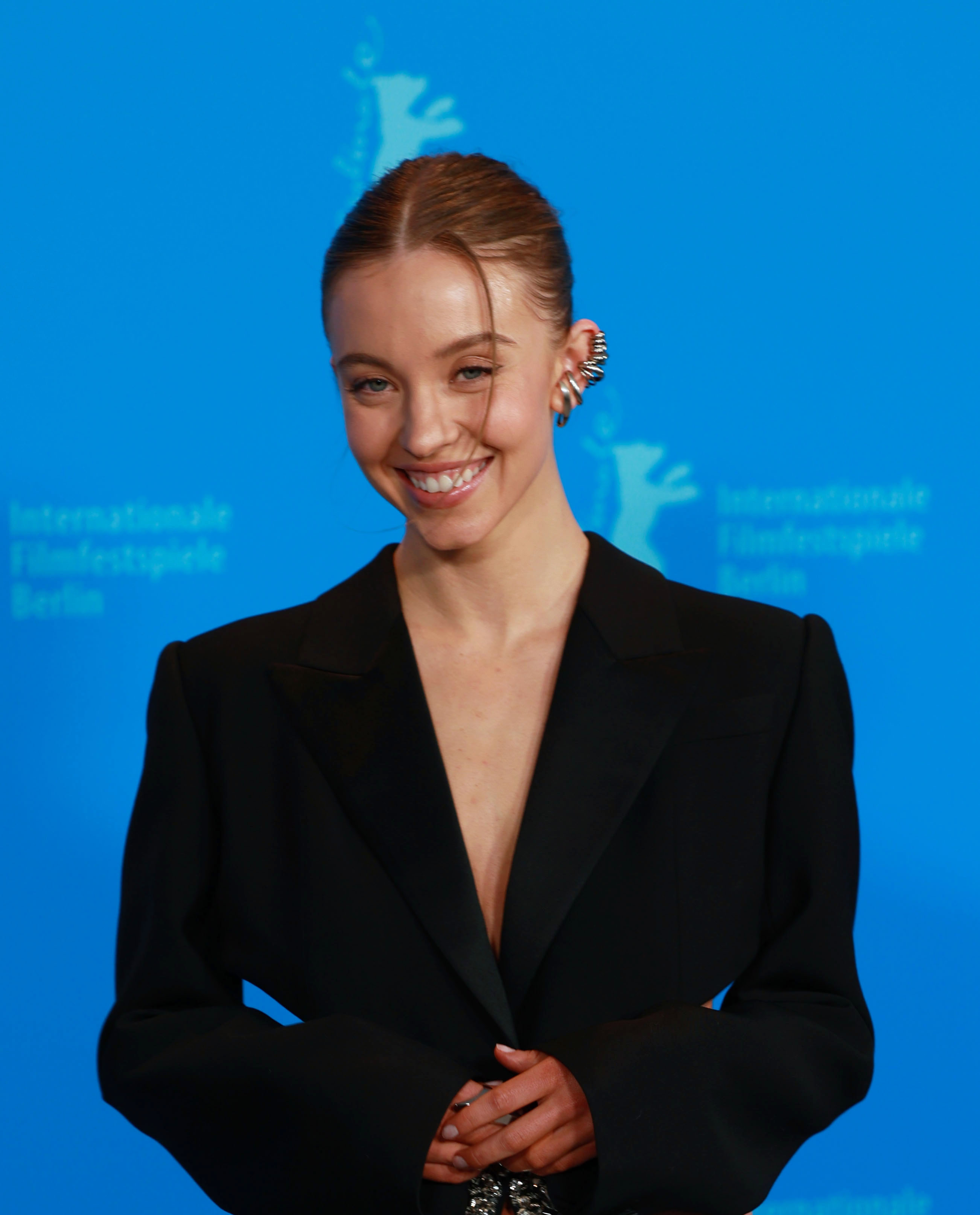
Sweeney no 73.º Festival Internacional de Cinema de Berlim (2023)

Em junho de 2019, Sweeney começou a retratar a adolescente Cassie Howard, uma adolescente com uma reputação promíscua, na série dramática HBO Euphoria, com uma aclamação generalizada, recebendo uma indicação ao  Emmy Award de Melhor Atriz Coadjuvante em Série Dramática em 2022. Sweeney é a fundadora da produtora Fifty-Fifty Films, lançada em 2020. Ela estrelou o filme Nocturne em 2020. Ela lançou sua empresa de produção, Fifty-Fifty Films, no mesmo ano. Em 2021, Sweeney apareceu na primeira temporada da série de comédia negra de antologia de Mike White, The White Lotus, como um estudante do segundo ano da faculdade, recebendo aclamação da crítica pelo papel. Por sua interpretação da personagem, ela foi indicada ao Emmy Award de Melhor Atriz Coadjuvante em Série ou Filme Limitado ou Antológico em 2022. Suas atuações lhe renderam um lugar na lista Time 100 Next para 2022.
Em 2023, Sweeney estrelou o drama de suspense de Tina Satter Reality, que estreou no Festival de Berlim 2023, onde recebeu elogios da crítica por sua atuação; Steph Green, do IndieWire, afirmou: "Não só é Reality inventivamente montada e extraordinariamente tensa, mas em 85 minutos tensos, isso prova algo que já sabíamos no fundo: que Sydney Sweeney é o verdadeiro negócio". Jessica Kiang, da revista Variety, escreveu: "Uma conexão importante e eletrizante entre os fatos do caso e sua dramatização é fornecida por uma reveladora Sydney Sweeney, interpretando Winner de forma tão convincente que é difícil se lembrar dela como a adolescente sarcástica e mimada em The White Lotus, ou a garota legal que virou desagradável em Euphoria". Charles Bramesco, da The Playlist, comentou: "Em última análise, é o show de Sweeney, e ela se destaca em localizar pequenos entalhes de detalhes tácitos dentro dessas linhas desajeitadas". 
Em seguida, Sweeney teve um papel no suspense policial Americana, que estreou no South by Southwest Festival (SXSW) em 2023.
Em 2023, ela também estrelou na comédia romântica bem-sucedida Anyone but You, com Glen Powell.
Em 2024, Sweeney também estrelou o filme de super-herói Madame Web, ambientado na franquia Universo Homem-Aranha da Sony.  Ela também vai produzir e estrelar o filme de terror psicológico Imaculada, além de estrelar ao lado de Julianne Moore em Echo Valley.

## Vida pessoal
Sweeney estuda empreendedorismo. Ela é uma lutadora de MMA treinada e competiu no grappling na escola.
Sweeney frequentemente fala sobre a criação de livros separados para cada um de seus personagens, que são "diários / linhas do tempo / livros de memória / imagens interativas do mundo inteiro do personagem", desde quando o personagem nasceu até a primeira página do roteiro.
Em fevereiro de 2022, Sweeney ficou noiva de Jonathan Davino, um restaurador de Chicago. Contudo, eles se separaram em 2025.
Em julho de 2025, Sweeney apareceu na campanha publicitária da American Eagle chamada de "Sydney Sweeney Has Great Jeans". A campanha, que faz um trocadilho com os homófonos de jeans e genes, foi criticada por alguns usuários de mídia social como uma "apito de cachorro" para ideologia racista e eugênica, além de atender ao "olhar masculino". O então vice-presidente dos Estados Unidos JD Vance e o Senador Ted Cruz defenderam Sweeney, caracterizando a controvérsia como parte da cultura do cancelamento de esquerda política e sugerindo que os eleitores do sexo masculino não responderiam bem.
Em junho de 2024, foi relatado que Sweeney havia comprado uma casa de US$ 13,5 milhões em Florida Keys. De acordo com informações eleitorais disponíveis publicamente, em 2024, Sweeney é uma membra registrada do Partido Republicano da Flórida.

## Filmografia

### Cinema
| Ano  | Título                             | Papel                          | Notas                             |
| ---- | ---------------------------------- | ------------------------------ | --------------------------------- |
| 2009 | ZMD: Zombies of Mass Destruction   | Lisa                           |                                   |
| 2010 | The Opium Eater                    | Sarah Detzer                   |                                   |
| 2010 | Takeo                              | Samantha Wright                | Curta-metragem                    |
| 2010 | Night Blind                        | Lost Girl                      | Curta-metragem                    |
| 2010 | The Ward                           | Young Alice                    |                                   |
| 2013 | Spiders 3D                         | Emily                          |                                   |
| 2014 | Angels in Stardust                 | Annie                          |                                   |
| 2015 | Held                               | Lily Woods                     | Curta-metragem                    |
| 2015 | Love Made Visible                  | Leah                           | Curta-metragem                    |
| 2015 | The Martial Arts Kid               | Julia                          |                                   |
| 2015 | The Unborn                         | Little Janey Hutchins          | Curta-metragem                    |
| 2015 | Stolen From Suburbia               | Emma                           |                                   |
| 2016 | Cassidy Way                        | Kelsey Connors                 |                                   |
| 2016 | The Horde                          | Hailey Summers                 |                                   |
| 2017 | Vikes                              | Ida                            |                                   |
| 2017 | Dead Ant                           | Sam                            |                                   |
| 2017 | It Happened Again Last Night       | Young Paige                    | Curta-metragem                    |
| 2018 | Relentless                         | Ally                           |                                   |
| 2018 | Under the Silver Lake              | Shooting Star                  |                                   |
| 2018 | Along Came the Devil               | Ashley                         |                                   |
| 2019 | Big Time Adolescence               | Holly                          |                                   |
| 2019 | Clementine                         | Lana                           |                                   |
| 2019 | Era uma Vez em... Hollywood        | Snake                          |                                   |
| 2020 | Nocturne                           | Juliet Lowe                    |                                   |
| 2021 | The Voyeurs                        | Pippa                          |                                   |
| 2021 | Night Teeth                        | Eva                            |                                   |
| 2023 | Reality                            | Reality Winner                 |                                   |
| 2023 | Americana                          | Penny Jo Poplin                |                                   |
| 2023 | Anyone but You                     | Bea                            | Produtora executiva               |
| 2024 | Madame Web                         | Julia Carpenter / Spider-Woman |                                   |
| 2024 | Imaculada                          | Cecilia                        | Produtora                         |
| 2024 | Eden                               | Margaret Wittmer               |                                   |
| 2025 | Echo Valley                        | Claire Garrett                 | Pós-produção                      |
| 2025 | The Housemaid                      | Millie                         | Produtora executiva; pós-produção |
| TBA  | Filme sem título de Christy Martin | Christy Martin                 | Produtora; pós-produção           |

### Televisão
| Ano           | Título                   | Papel                     | Notas                                           |
| ------------- | ------------------------ | ------------------------- | ----------------------------------------------- |
| 2009          | Heroes                   | Menininha                 | Episódio: "Chapter Four 'Hysterical Blindness'" |
| 2009          | Criminal Minds           | Dani Forester             | Episódio: "Outfoxed"                            |
| 2010          | Chase                    | Kayla Edwards             | Episódio: "Pilot"                               |
| 2010          | 90210                    | Garota                    | Episódio: "How Much Is That Liam in the Window" |
| 2011          | Kickin' It               | Kelsey Vargas             | Episódio: "Swords and Magic"                    |
| 2011          | The Bling Ring           | Izzy Fishman              | Filme televisivo                                |
| 2014          | Grey's Anatomy           | Erin Weaver               | Episódio: "Don't Let's Start"                   |
| 2017          | Monster School Animation | Madeline Rayon            | Voz; Episódio: "Welcome to Monster School "     |
| 2017          | The Middle               | Estudante #1              | Episódio: "The Final Final"                     |
| 2017          | Pretty Little Liars      | Willa                     | Episódio: "Til DeAth Do Us PArt"                |
| 2017          | In the Vault             | Haley Caren               | 7 episódios                                     |
| 2018          | Everything Sucks!        | Emaline Addario           | Elenco Regular                                  |
| 2018          | The Handmaid's Tale      | Eden                      | Elenco Recorrente                               |
| 2018          | Sharp Objects            | Alice                     | Minissérie ; Elenco Recorrente                  |
| 2018          | Manic                    | Missy 'Paper Girl'        | Curta-metragem televisivo                       |
| 2018          | The Wrong Daughter       | Samantha                  | Filme televisivo                                |
| 2019–presente | Euphoria                 | Cassie                    | Elenco principal                                |
| 2021          | The White Lotus          | Olivia Mossbacher         | Elenco principal                                |
| 2021–2022     | Robot Chicken            | Barbie (voz)              | 4 episódios                                     |
| 2024          | Saturday Night Live      | Ela mesma (apresentadora) | Episódio: "Sydney Sweeney/Kacey Musgraves"      |

### Videoclipes
| Ano  | Título      | Artista            | Ref.   |
| ---- | ----------- | ------------------ | ------ |
| 2019 | "Graveyard" | Halsey             | [ 49 ] |
| 2023 | "Angry"     | The Rolling Stones | [ 50 ] |

## Prêmios e indicações
| Ano  | Prêmio                                   | Categoria                                                                  | Obra            | Resultado | Ref.   |
| ---- | ---------------------------------------- | -------------------------------------------------------------------------- | --------------- | --------- | ------ |
| 2022 | Dorian Television Awards                 | Melhor Atriz Coadjuvante em Televisão                                      | Euphoria        | Indicado  | [ 51 ] |
| 2022 | Prêmios MTV Movie & TV                   | Melhor Luta (dividido com Alexa Demie)                                     | Euphoria        | Venceu    | [ 52 ] |
| 2022 | Gold Derby Television Awards             | Melhor Atriz Coadjuvante em Drama                                          | Euphoria        | Indicado  | [ 53 ] |
| 2022 | Hollywood Television Critics Association | Melhor Atriz Coadjuvante em Série Dramática de Televisão por Assinatura    | Euphoria        | Indicado  | [ 54 ] |
| 2022 | Hollywood Television Critics Association | Melhor Atriz Coadjuvante em Série de Televisão por Assinatura ou Antologia | The White Lotus | Indicado  | [ 54 ] |
| 2022 | Online Film and Television Association   | Melhor Atriz Coadjuvante em Filme ou Minissérie                            | The White Lotus | Indicado  | [ 55 ] |
| 2022 | Online Film and Television Association   | Melhor Atriz Coadjuvante em Série Dramática                                | Euphoria        | Indicado  | [ 55 ] |
| 2022 | Primetime Emmy Awards                    | Melhor Atriz Coadjuvante em Série Dramática                                | Euphoria        | Indicado  | [ 56 ] |
| 2022 | Primetime Emmy Awards                    | Melhor Atriz Coadjuvante em Minissérie ou Telefilme                        | The White Lotus | Indicado  | [ 56 ] |